# Валерій Косиль
Валерій Косиль (пол. Walery Kosyl, нар. 17 березня 1944, Альфельд) — польський хокеїст, що грав на позиції воротаря. Грав за збірну команду Польщі.

## Біографія
Народився в Німеччині під час Другої світової війни куди його батьки були депортовані на примусові роботи. Після війни повернулись до Лодзя, де оселились в районі Реткіня (пол. Retkinia), згодом переїхали до новозбудованого району Козіни (пол. Koziny).
Вихованець місцевого хокейного клубу ЛКС за який і виступав з 1957 по 1983 роки. Ще три сезони (1964–1967) відіграв у складі столичного клубу «Легія». Загалом за 21 сезон в чемпіонатах Польщі провів 559 матчів.
У складі національної збірної Польщі брав участь в зимових Олімпіадах 1972 та 1976 років.
По завершенні кар'єри гравця, тренував свій рідний клуб ЛКС у сезонах 1984/85 та 1987/88.

## Досягнення
- Чемпіон Польщі в складі «Легії» — 1967.